# Qin Xiang Lian

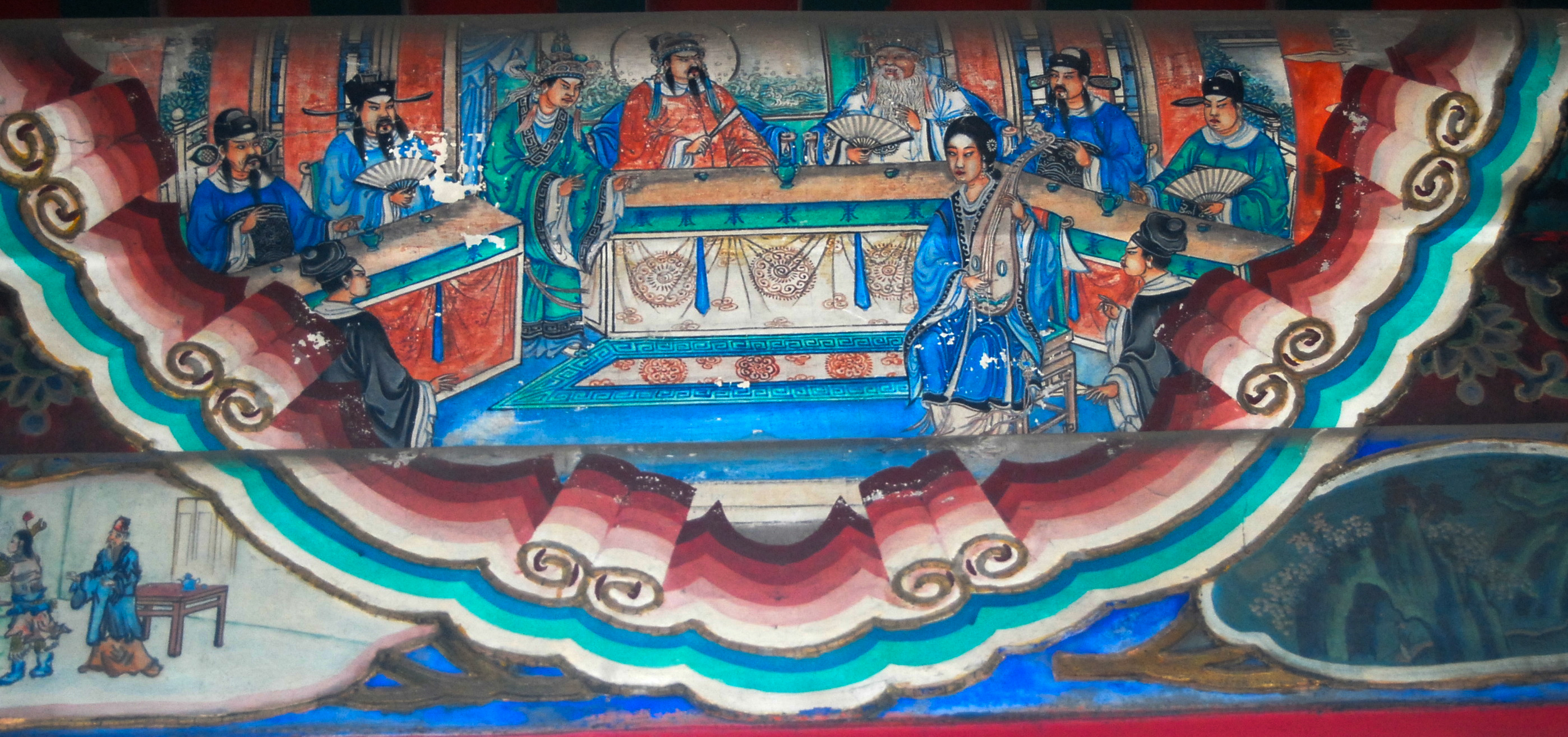
Illustration du Qin Xiang Lian dans le Long Couloir du Palais d'Été à Pékin.

Qin Xiang Lian, en chinois simplifié 秦香莲, est un opéra chinois et le nom de l'héroïne éponyme. 

## Synopsis
Qin Xiang Lian est l'archétype de la femme abandonnée et son mari Chen Shi Mei (en chinois simplifié 陈世美) celui du mari perfide. L'histoire se passe sous la dynastie des Song. Pour échapper à la misère, Chen Shi Mei se rend à la capitale, où il réussit les examens impériaux, fait fortune et parvient à épouser la fille de l'empereur en cachant qu'il est déjà marié. Lorsque sa femme Qin Xiang Lian et ses deux enfants le rejoignent, il ordonne à l'un de ses serviteurs de les assassiner. Mais l'assassin, découvrant la vérité, se suicide au lieu d'obéir à son maître. 
Qin Xiang Lian demande alors justice au juge Bao, qui condamne Chen Shi Mei à mort. 

## Source
- Le Grand Ricci numérique, Dictionnaire encyclopédique de la langue chinoise, article 秦香莲